# Bara-Ō no Sōretsu
Bara-Ō no Sōretsu (薔薇王の葬列 lit. Réquiem por el rey de la rosa?), conocida en inglés como Requiem of the Rose King, es una serie de manga escrita e ilustrada por Aya Kanno. Basada en las obras de Shakespeare, Enrique VI, Parte 3 y Ricardo III, la serie sigue al personaje de Ricardo III durante el tumultuoso período de las Guerras de las Rosas (1455-1487) en la historia de Inglaterra.
Fue serializada en la revista Monthly Princess de la editorial Akita Shoten desde el 4 de octubre de 2013 hasta el 6 de enero de 2022, siendo recopilada en dieciséis volúmenes tankōbon. La serie fue licenciada para su publicación en Estados Unidos por Viz Media, mientras que en España lo fue por Tomodomo Ediciones. Ha inspirado tres CD de drama, una serie de manga, una novela original y una adaptación a serie de televisión de anime de JCStaff, que se estrenó en enero de 2022.

## Sinopsis
A finales de la Edad Media, las casas de York y Lancaster se enfrentaron por el trono de Inglaterra en una sangrienta sucesión de contiendas, más tarde conocida como la Guerra de las Rosas. Ricardo, el hijo menor e intersexual del duque de York, está dispuesto a cualquier cosa por sentar a su padre en el trono. Pero sobre él pesa una cruel maldición: traerá ruina y destrucción sobre todo lo que ama.

## Personajes
Ricardo III (リチャード Richādo?)
 Seiyū: Mitsuki Saiga
Enrique VI (ヘンリー六世 Henrī roku-sei?)
 Seiyū: Hikaru Midorikawa
Margarita de Anjou (マーガレット Māgaretto?)
 Seiyū: Sayaka Ohara
Eduardo de Westminster (エドワード Edowādo?)
 Seiyū: Kōhei Amasaki
Catesby (ケイツビー Keitsubī?)
 Seiyū: Satoshi Hino
Warwick (ウォリック伯 Uorikku?)
 Seiyū: Satoshi Mikami
Ricardo, duque de York (リチャード第3代ヨーク Richādo dai 3-dai yōku?)
 Seiyū: Shō Hayami
Cecilia Neville, duquesa de York (セシリー・ネヴィル Seshirī Nevuiru?)
 Seiyū: Aya Hisakawa
Eduardo IV (エドワード4世 Edowādo 4-sei?)
 Seiyū: Kōsuke Toriumi
Jorge, duque de Clarence (ジョージ・プランタジネット Jōji?)
 Seiyū: Yasuaki Takumi
Ana Neville (アン・ネヴィル An Nevuiru?)
 Seiyū: Sayumi Suzushiro
Isabel Neville (イザベル・ネヴィル Izaberu Nevuiru?)
 Seiyū: Ayumi Mano
Isabel Woodville (エリザベス・ウッドヴィル Erizabesu Uddovuiru?)
 Seiyū: Shizuka Itō

## Media

### Anime
El 16 de septiembre de 2020, Akita Shoten anunció a través de su canal de YouTube que Requiem of the Rose King se adaptaría a una serie de televisión de anime. La serie está animada por J.C.Staff y dirigida por Kentarō Suzuki, con Hiroki Uchida escribiendo y supervisando los guiones, Tsutomu Hashizume diseñando los personajes y Kow Otani componiendo la partitura musical. La serie originalmente estaba programada para estrenarse en octubre de 2021, pero se retrasó debido a problemas de producción. Se estrenó el 9 de enero de 2022 en Tokyo MX y otros canales en Japón. La serie se transmitirá durante dos cursos consecutivos, por una duración continua de medio año. El tema de apertura es "Ware, Bara ni Hitasu" interpretado por Makoto Furukawa, mientras que el tema de cierre es "Akumu" interpretado por Zaq. Funimation obtuvo la licencia de la serie fuera de Asia.

### Manga
Baraou no Souretsu está escrito e ilustrado por Aya Kanno. Se ha serializado en Akita Shoten shōjo revista Monthly Princess desde el lanzamiento de la edición de noviembre de 2013 de la revista el 4 de octubre de 2013. desde el lanzamiento de la edición de noviembre de 2013 de la revista el 4 de octubre de 2013. Akita Shoten recoge los capítulos individuales en tankōbon publicado bajo su sello Princess Comics; el volumen 15 fue lanzado en Japón el 16 de marzo de 2021. El 4 de junio de 2021, Kanno anunció que había completado el guion gráfico para el último capítulo de Baraou no Souretsu.  El 6 de octubre de 2021, Monthly Princess reveló que la serie terminará en cuatro capítulos.
A nivel internacional, la serie tiene licencia para su lanzamiento en inglés en América del Norte por Viz Media bajo el sello Shojo Beat de la compañía. También tiene licencia en francés por Ki-oon, en alemán por Carlsen Comics, en polaco por Waneko, en español por Ediciones Tomodomo, en italiano por Edizioni Star Comics, en chino por Tong Li Publishing.